# Красная Горка (Таборинский район)
Кра́сная Го́рка — упразднённая в октябре 1972 года деревня в Таборинском районе Свердловской области России.

## Географическое положение
Располагалась на месте впадения реки Волчимья в Тавду в 70 км к северо-западу от районного центра села Таборы и в 10 км от деревни Носово. В 500 м к северу от Красной Горки располагалась деревня Усть-Кыртымья.

## История
Основана в 1950-е годы. Входила в состав Носовского сельсовета Таборинского района.
11 октября 1972 года решением Свердловского облисполкома Красная Горка была исключена из учётных данных как прекратившая существование.